# CE Carroi
Der Club Esportiu Carroi ist ein andorranischer Fußballverein aus Andorra la Vella.

## Geschichte
Der Verein wurde 2014 als Fußballakademie gegründet. Seit 2015 hat der Verein auch eine Herrenmannschaft, die zunächst in der Segona Divisió spielte. In der Saison 2018/19 erreichte die Mannschaft den zweiten Platz und setzte sich in den folgenden Relegationsspielen gegen den FC Lusitanos durch und stieg damit erstmals in die Primera Divisió, die höchste Spielklasse im Fußball Andorras, auf. 2022 folgte der Abstieg in die zweite Spielklasse, der ein Jahr später der sofortige Wiederaufstieg folgte. Nach einem erneuten Abstieg in der Saison 2023/24 gelang in der Spielzeit 2024/25 erneut die direkte Rückkehr in die höchste Spielklasse.